# Veqtor
Veqtor, egentligen Göran Gabriel Sandström, född 29 juli 1984, är en svensk musiker.
Han är son till jazzmusikern Nisse Sandström och en av ett fåtal publicerade svenska breakcore- och Drill 'n' Bass-artister. Veqtor är aktiv inom elektronisk musik sedan 1996. 2005 etablerade Sandström skivbolaget OXO-Unlimited. 2006 släpptes albumet Zero Data Index och kort därefter släpptes en revision, Zero Data Index V2. Sandström har studerat elektroakustisk musikkomposition vid Gotlands Tonsättarskola och Elektronmusikstudion.

## Diskografi
- 2006 – Zero Data Index
- 2006 – Prototyping9
- 2007 – Zero Data Index v2
- 2007 – Analogik1
- 2008 – Analogik2 (tillsammans med nitro2k01)
- 2009 – Retrospective EP
- 2009 – Parsuitel Orbitelum
- 2010 – Limit Cycle EP
- 2012 – Analogik3
- 2018 – Recursions / Iterations
- 2019 – Flare / Orbital Trajectory
- 2019 – Shadow